# Des Hazel
Desmond St. Lloyd Hazel (Bradford, 15 luglio 1967) è un ex calciatore nevisiano con cittadinanza britannica, di ruolo attaccante.

## Biografia
È il padre del calciatore Jacob Hazel.

## Carriera

### Club
Cresciuto nelle giovanili dello Sheffield Wednesday, ha esordito in prima squadra il 6 ottobre 1986. Nel 1986 è stato in prestito al Grimsby Town. Successivamente è stato in forza al Rotherham United, al Chesterfield ed agli australiani dell'ECU Joondalup.

### Nazionale
Nel 2000 ha collezionato 4 presenze con la nazionale nevisiana.

## Palmarès

### Club

#### Competizioni nazionali
- Campionato inglese di quarta divisione: 1

Rotherham United: 1988-1989